# Rudolf Bultmann
Rudolf Karl Bultmann (Wiefelstede, 1884. augusztus 20. – Marburg, 1976. július 30.) német evangélikus teológus, bibliakutató, a dialektikus teológia jelentős képviselője. Az Újszövetség mítosztalanítával vált ismertté.
Nézeteit a rendszeres (szisztematikus) teológia és filozófia is átvette.

## Élete
1884. augusztus 20-án született Oldenburgban, egy evangélikus lelkész fiaként. A Tübingeni Egyetemen tanult teológiát, majd a Berlini Egyetemen, végül pedig a marburgin tanult. 1910-ben Marburgban szerezte diplomáját.
1917-ben vette feleségül Helene Feldmannt. Három lányuk született.
Az Újtestamentum professzora volt Breslauban (1916), Giessenben (1926) és 1921-től 1951-ig Marburgban. Néhány évig együtt működött Heideggerrel, akinek fenomenológiai és „lét-analitikai” eredményeit meglehetős szabadsággal alkalmazta a teológiában.
A hitleri években a német Hitvalló Egyház hűséges tagja és egyik szellemi erőssége volt, aki minden rendelkezésére álló eszközzel támogatta a nácizmus üldözöttjeit. A II. világháború után olyan tudósok mondanak köszönetét neki, mint Martin Buber és Hans Jonas.

## Munkássága
Bultmann nevét mindenekelőtt a Biblia demitologizálásával és egzisztencialista magyarázatával szokás összekapcsolni. 
Ezzel új iskolát teremtett.
Kiindulópontja az volt, hogy a Biblia közlései mitologikusak, de van mondanivalójuk az ember számára. Rajtuk keresztül Isten az ember egzisztenciájához intézi mondanivalóját.
Marburgban döntő hatással volt rá a heideggeri egzisztenciálhermeneutika. Bultmann a történet-kritikai módszer és az egzakt szöveg-interpretáció alapján fejlesztette ki Heideggerhez kapcsolódó egzisztenciális interpretációját. Eszerint az Újszövetség kérügmáját a mitikus világképtől megfosztva úgy kell hozzáférhetővé tenni az ember számára, hogy egzisztenciálisan találva érezze magát, azaz szükségképpen egzisztenciális döntés elé legyen állítva. Isten igéjének megfejtése és az emberi egzisztencia válsága a dialektikus teológiában együvé tartozik.
Az 1952-es írásának (Zum Problem der Entmythologisierung) igen fontos szerepe volt abban a folyamatban, amit a filozófiai gondolkodás hermeneutika felőli újraértelmezésének nevezhetünk. Gondolati teljesítménye meghatározó volt tényleges tevékenységi körén, a teológián túl a filozófiai hermeneutikában, másfelől az új alapokat kereső német történeti gondolkodásban is.
Álláspontjának lényege, hogy az Újszövetség történelmi bizonyíthatósága nem lehet a hit alapja, mert ez ellenkezne a hit lényegével, a kijelentés alaptendenciájával. A hit számára nem a históriai Jézus, hanem a kérügma Krisztusa a fontos, csakis ez érhető el számára. Jézus feltámadása nem históriai faktum, históriai faktum a tanítványok húsvéti hite. A teológia feladata tehát a kérügma történeti alakjának a kutatása és ennek interpretálása a mai ember számára.
A történeti Jézus, a história Jézusának mellőzése a gnózishoz közelíti, melynek nyomait egyébként ő maga találja meg lépten-nyomon János evangéliumában, azzal a megjegyzéssel, hogy az apostol szüntelenül korrigálja az alkalmazott gnosztikus képzeteket.
Bultmann munkássága sok ellentmondásba ütközött, eredményei azonban termékenyítőleg hatottak mind a profán, mind pedig a teológiai bibliamagyarázatra.
Hatása a 20. század második felének európai teológiájára szinte felmérhetetlen. Tőle indultak el, vele maradtak kapcsolatban és vele vitáztak olyan teológusok, mint H. Braun, E. Fuchs, E. Käsemann, G. Ebeling, H. Ott és E. Jüngel. A katolikus exegézisben is igen gyakran találkozunk a Bultmann-hivatkozásokkal. A vele folytatott polémiában kapott lendületet az újabb „történeti Jézus” kutatás.

### Fontosabb munkái
Geschichte der synoptischen Tradition (1921), amelyben a vallástörténeti iskola eredményeit továbbfejlesztve a „formatörténet” módszerét érvényesíti, melynek Karl Ludwig Schmidttel és Martin Dibeliusszal együtt legjelentősebb képviselője.
1926-ban megjelent Jesus című könyve – Schweitzer kutatásainak szem előtt tartásával – a jézusi tanítás explikálása, a bibliai bizonyságtétel alapján, a hézagokat kitölteni akaró, pszichologizáló magyarázatok és biográfiák szigorú kizárásával.
A szinoptikusok után Jánossal és később a jánosi levelekkel foglalkozott behatóan. Kommentárjai (1941 és 1967) nélkülözhetetlenek.
1948–53 között jelent meg újszövetségi teológiája (Theologie des NT.), amely számos kiadást ért meg.
1949-ben megjelent nagyszerű könyve: Das Urchristentum im Rahmen der antiken Religionen viszonylag háttérbe szorult a többi publikációját kísérő érdeklődéshez mérten, pedig rendkívül gazdag anyagismeretével és világos perspektívájával hozzájárul a „keresztyénség lényegének” megismeréséhez.
Sokat vitatott műve az 1957-ben megjelent Geschichte und Eschatologie, amely a realizált eszkatológiának álláspontját képviseli.
Tanulmányait a Glauben und Verstehen kötetek gyűjtik egybe – 1933–1965 között.
Legutolsó nagy műve az Exegetica, melyet 1967-ben Erich Dinkier heidelbergi professzor válogatott össze és adott ki, Bultmann előszavával.
A szinoptikusok és a jánosi teológia után itt – akárcsak újszövetségi teológiájában – Pállal foglalkozik intenzívebben, aki valamiképpen mércéje volt és maradt teológiai gondolkodásának.

## Művei

### Magyarul megjelentek
- Történelem és eszkatológia; ford. Bánki Dezső, közrem. Adamik Lajos; Atlantisz, Bp., 1994 (A kútnál)
- Jézus Krisztus és a mitológia. Az Újszövetség a bibliakritika fényében; ford. Takácsné Kovácsházi Zelma; Teológiai Irodalmi Egyesület, Bp., 1996 (Teológiai gondolkodók)
- Rudolph Bultmann–Gerhard von Rad–Leonhard Goppelt: Tipológia és apokaliptika; ford. Bernáth Gyöngyvér, Novák György, Mártonffy Marcell; Hermeneutikai Kutatóközpont, Bp., 1996 (Hermeneutikai füzetek)
- Az Újszövetség teológiája; ford. Koczó Pál; Osiris, Bp., 1998 (Osiris tankönyvek)
- Hit és megértés. Válogatott tanulmányok; vál., bev. Szirtes András, ford. Hegyi Márton et al.; L'Harmattan, Bp., 2007 (Coram Deo)
- Karl Barth: Kálvintól Bultmannig; ford. Ferencz Árpád, Kókai Nagy Viktor, Szita Szilvia / Rudolf Bultmann: Kálvin. Előadás a Hottingeni Olvasókör Kálvin-ünnepségén a Zürichi Egyetem aulájában 1936. január 22-én / Rudolf Bultmann: Kísérlet megérteni őt; DRHE Karl Barth Kutatóintézet, Debrecen, 2009 (Hermeneutikai füzetek; Debreceni Református Hittudományi Egyetem Karl Barth Kutatóintézet kiadványai)

### Németül megjelentek
- Die Geschichte der synoptischen Tradition. FRLANT 29. Vandenhoeck & Ruprecht, Göttingen 1921. (2. neubearbeitete Aufl. 1931 Digitalisierte Version, 10. Aufl. 1995). (Begründete zusammen mit K.L. Schmidt und M. Dibelius die Formgeschichte)
- Welchen Sinn hat es, von Gott zu reden? (1925), in: ders., Glauben und Verstehen. Gesammelte Aufsätze. Band 1, Tübingen 1933, 26–37. (auch in: Neues Testament und christliche Existenz, 2002 [s. u.], 1–12) (Man könne nicht „über“ Gott reden, weil Gott die „Alles bestimmende Wirklichkeit“ sei. Man könne nur „von“ Gott reden, nämlich existenzial, d. h. die eigene Existenz einbeziehend)
- Das Problem einer theologischen Exegese des Neuen Testaments, in: Zwischen den Zeiten 3, 1925, (Seiten 334–357)
- Jesus. Berlin 1926. (3. Aufl., Mohr Siebeck Verlag: Tübingen 1951; 4. Aufl. München 1970)
- Offenbarung und Heilsgeschehen. Göttingen 1941
- Das Evangelium des Johannes. KEK 2. Göttingen 1941. (10. Aufl. 1978)
- Die drei Johannesbriefe . KEK 14. Göttingen 1967
- Der zweite Brief an die Korinther. KEK Sonderband. Göttingen 1976
- Neues Testament und Mythologie. Das Problem der Entmythologisierung der neutestamentlichen Verkündigung (1941), in: H.-W. Bartsch (Hg.): Kerygma und Mythos, Band 1. 1948. 4. Aufl. Reich, Hamburg, 1960, 15–48. (programmatischer Aufsatz der Entmythologisierung)
- Zum Problem der Entmythologisierung, Kerygma und Mythos II, 1952, 177–208.
- Das Urchristentum im Rahmen der antiken Religionen. Zürich 1949
- Theologie des Neuen Testaments (1948–1953). UTB 630. 7. durchges. Aufl. hg. v. Otto Merk. Mohr (Siebeck), Tübingen 1977 (über mehrere Jahrzehnte Standardwerk der ev. Theologie)
- Ist voraussetzungslose Exegese möglich?. Theologische Zeitschrift 13 (1957), 409–417. (auch in: Neues Testament und christliche Existenz [s. u.], 2002, 258–266).
- Das Verhältnis der urchristlichen Christusbotschaft zum historischen Jesus, SHAW.PH 1960/3 (197/5), 5–27.
- Geschichte und Eschatologie. Tübingen 1958. (2. Aufl. 1964)
- Glauben und Verstehen (abgekürzt: GuV). 4 Bde. UTB 1760–1763. (alle Bände 1993 in 9./6./4./5. Aufl.) (Aufsatzsammlung)
- Karl Barth – Rudolf Bultmann, Briefwechsel 1911–1966, hg. v. Bernd Jaspert, 2., rev. u. erw. Aufl., Zürich 1994
- Neues Testament und christliche Existenz. Theologische Aufsätze. Ausgewählt, eingel. und hrsg. v. Andreas Lindemann. UTB 2316. Mohr Siebeck, Tübingen 2002. ISBN 9783825223168 Google Books
- Wachen und Träumen. Märchen. (Hrsg. von Werner Zager). Berlin 2005, ISBN 3-88981-171-X
- Theologische Enzyklopädie, Hrsg. von Eberhard Jüngel u. Klaus W. Müller 1984, X ISBN 978-3-16-144736-5
- Briefwechsel mit Götz Harbsmeier und Ernst Wolf 1933–1976, hg. v. Werner Zager, Tübingen 2017